# Стейт-Лайн (округ Франклін, Пенсільванія)
Стейт-Лайн (англ. State Line) — переписна місцевість (CDP) в США, в окрузі Франклін штату Пенсільванія. Населення — 2804 особи (2020).

## Географія
Стейт-Лайн розташований за координатами 39°43′59″ пн. ш. 77°43′29″ зх. д. / 39.73306° пн. ш. 77.72472° зх. д. (39.732930, -77.724690).  За даними Бюро перепису населення США в 2010 році переписна місцевість мала площу 7,09 км², уся площа — суходіл.

## Демографія
Згідно з переписом 2010 року, у переписній місцевості мешкало 2709 осіб у 1028 домогосподарствах у складі 750 родин. Густота населення становила 382 особи/км².  Було 1080 помешкань (152/км²).
Расовий склад населення:
| - 93,5 % — білих - 2,3 % — чорних або афроамериканців - 1,8 % — азіатів |

До двох чи більше рас належало 1,8 %. Частка іспаномовних становила 2,7 % від усіх жителів.
За віковим діапазоном населення розподілялося таким чином: 26,9 % — особи молодші 18 років, 61,3 % — особи у віці 18—64 років, 11,8 % — особи у віці 65 років та старші. Медіана віку мешканця становила 36,3 року. На 100 осіб жіночої статі у переписній місцевості припадало 95,5 чоловіків;  на 100 жінок у віці від 18 років та старших — 95,9 чоловіків також старших 18 років.
Середній дохід на одне домашнє господарство  становив 68 757 доларів США (медіана — 65 105), а середній дохід на одну сім'ю — 68 545 доларів (медіана — 65 542). За межею бідності перебувало 8,2 % осіб, у тому числі 9,2 % дітей у віці до 18 років та 0,0 % осіб у віці 65 років та старших.
Цивільне працевлаштоване населення становило 1118 осіб. Основні галузі зайнятості: транспорт — 17,4 %, освіта, охорона здоров'я та соціальна допомога — 14,6 %, виробництво — 14,5 %.